# Израильско-катарские отношения
Израильско-катарские отношения — политические, торговые, экономические отношения между Государством Израиль и Катаром. В январе 2009 года Катар прервал дипломатические отношения с Израилем.

## История
Катар установил торговые отношения с Государством Израиль в 1996 году. В том же году (4 месяца после убийства премьера Ицхака Рабина) и. о. главы правительства Израиля Шимон Перес посетил Катар и Оман и лично открыл торговые представительства Израиля в обеих странах.
В январе 2008 года израильский министр обороны Эхуд Барак встретился с бывшим премьер-министром Катара шейхом Абдуллой ибн Халифа аль-Тани в Швейцарии на Всемирном Экономическом Форуме в Давосе. Некоторые источники говорили, что глава Катара посетил Израиль в середине января 2008 года и встречался с руководством страны для обсуждения ситуации в Газе и возможности возобновления зашедших в тупик переговоров по освобождению Гилада Шалита.
Несмотря на то, что Катар поддерживает движение Хамас, израильское правительство поддерживало прямые контакты с эмиратом. В январе 2007 года бывший президент Израиля Шимон Перес (тогда — вице-премьер) посетил столицу государства, город Доху. Перес также посещал Катар в 1996 году и открыл торговое представительство Израиля в этой стране.
Глава МИД Ципи Ливни также встречалась с эмиром Катара на конференции ООН в 2008 году. В апреле 2008 года она посетила Катар, где была приглашена на конференцию и провела переговоры с эмиром, премьер-министром и министром нефти и газа.
В 2009 году катарское правительство решило закрыть израильское торговое представительство в своей стране из-за проведения Израилем операции «Литой свинец» в секторе Газа.
Когда Катар получил право проводить чемпионат мира по футболу 2022 года, правительство этой страны заявило, что израильским спортсменам будет разрешено участвовать в турнире, если они пройдут отборочные матчи.
В 2010 году Катар дважды предлагал Израилю наладить торговые отношения и разрешил возобновить работу торгового представительства еврейского государства в Дохе при условии, что Израиль разрешит Катару отправить строительные материалы и деньги в Газу для восстановления разрушенной инфраструктуры. Израиль также должен был сделать заявление, в котором благодарил бы Катар за признание им существования Государства Израиль. Израиль отказался от данного предложения, так как поставляемые Катаром строительные материалы могли быть использованы боевиками Хамас для постройки бункеров и укрепления позиций, с которых они обстреливают ракетами израильские города и деревни. Израиль также не хотел быть вовлечённым в соревнование между Катаром и Египтом в вопросах урегулирования ситуации на Ближнем Востоке.
В 2013 году Катар оказал помощь Израилю в перевозке группы йеменских евреев в Израиль. Об этом сообщил ливанский источник. Согласно этому источнику, 60 еврейских беженцев из Йемена смогли воспользоваться транзитом через Доху, чтобы пересесть там на самолёт в Израиль.
Израильское руководство резко критиковало дипломатическую и финансовую поддержку Катаром движения ХАМАС во время операции «Нерушимая скала», а также обвиняло Катар в значительной поддержке терроризма. Глава МИД Израиля Авигдор Либерман призвал выдворить из страны журналистов катарского телеканала «Аль-Джазира».
В августе 2017 года на чемпионате мира по дзюдо израильский спортсмен в весовой категории до 66 кг Таль Фликер вышел на татами против катарца Аюба аль-Идриси и одержал победу. Перед схваткой с аль-Идриси возникла пауза, было неясно согласится ли катарский дзюдоист бороться с израильтянином.
В конце февраля 2018 года катарский дипломат Мухаммад аль-Амади, являющийся послом в Палестинской администрации, признался, что посещал Израиль не менее 20 раз за последние 4 года. Поначалу визиты были тайными, а затем перестали являться таковыми. Более того, дипломат отметил, что его страна серьёзно настроена нормализовать отношения с еврейским государством.
В июле 2018 года израильский министр обороны Авигдор Либерман встречался с представителем Катара Мухаммедом аль-Амади во время визита на Кипр. На встрече, по сведениям израильского 10 канала обсуждалась ситуация в секторе Газа и возможность заключения соглашения о прекращении огня с ХАМАС.
В ноябре 2018 года посол Катара в Палестинской Автономии Мухаммад аль-Эмади прибыл в Газу и привёз $15 млн наличными для выплаты зарплат государственным служащим правительства ХАМАС. После этого посол наблюдал очередной «марш возвращения» на границе сектора Газа и Израиля. Через несколько дней после визита посла стало известно, каким именно способом он прибыл в сектор: изначально предполагалось, что он въедет в Израиль через КПП «Алленби» с территории Иордании, однако на самом деле аль-Эмади прилетел в Израиль на частном самолёте и приземлился в аэропорту им. Бен-Гуриона в Тель-Авиве. В данном случае, как отмечает обозреватель канала «Кан-11» Галь Бергер, требовалась гораздо большее взаимодействие между властями Израиля и Катара, чем если бы посол въезжал на машине из Хашимитского королевства. Через несколько дней после этого ливанская газета «Аль-Ахбар» опубликовала сообщение о том, что Израиль и Катар договорились о начале подготовки к открытию морского пути между Газой и Кипром.
В конце 2018 года СМИ сообщали о тесных контактах генсека оргкомитета по ЧМ по футболу 2022 года, который пройдёт в Катаре, Хасана аль-Тауади и нью-йоркского раввина Марка Шнейера. Последний приглашен в Катар для консультаций с целью обеспечить еврейских болельщиков, которые приедут на ЧМ в это государство, кошерной едой. Несмотря на отсутствие формальных дипотношений между Катаром и Израилем, власти первого позволили израильтянам принять участие в розыгрыше кубка, а также обязались принять у себя израильских болельщиков.
Власти Катара в лице представителя этой страны в Секторе Газа Мухаммада аль-Эмади проводили переговоры с Израилем по вопросу палестино-израильского урегулирования. Позднее израильтяне отказались от услуг катарцев и обратились за помощью к египтянам. Иерусалим не устроила просьба Дохи выпустить из израильских тюрем 54 террориста, вышедших на свободу в рамках «сделки Шалита» и арестованных затем повторно.
В сентябре 2019 года катарская делегация во главе с заместителем посланника Халидом аль-Харданом прибыла в Израиль и провела переговоры с израильским руководством. Помимо прочего на встрече обсуждалось проведение линии электропередач в Сектор Газа с привлечением международного финансирования. После переговоров делегация проследовала в сам Сектор.
В феврале 2020 года бывший премьер-министр Катара шейх Хамад бин Джасин аль-Тани сообщил о том, что страны Залива подпишут с Израилем договор о ненападении.
В августе 2020 года катарский посланник Мухаммад аль-Эмади прибыл в Израиль. Целью его визита была передача денег в Сектор Газа. Вместе с этим, аль-Эмади остановился в Иерусалиме и провёл переговоры с официальными лицами израильского министерства обороны. В этом же месяце командующий южным военным округом Израиля генерал-майор Герцль а-Леви возглавил делегацию и посетил Катар для переговоров с целью снятия напряжённости вокруг ситуации с Сектором Газа. Это был его второй визит в Катар с начала года, первая поездка состоялась в феврале. Аль-Амади посещал сектор Газа и в сентябре 2020 года, после чего также провёл переговоры по палестино-израильскому урегулированию в Иерусалиме.
Несмотря на многочисленные контакты и переговоры советника американского президента Джареда Кушнера, правительство Катара заявило, что нормализация отношений между его страной и Израилем будет возможна только после решения палестинского вопроса.
В декабре 2023 года израильский президент Ицхак Герцог встретился в кулуарах Первой климатической конференции в Дубае с эмиром Катара Тамим ибн Хамад Аль Тани. Президент Израиля и эмир Катара пожали друг другу руки. Катарское правительство играло важную роль в переговорах по возвращению заложников, похищенных группировкой ХАМАС 7 октября 2023 года.

## Нормализация отношений
После того, как ОАЭ и Бахрейн нормализовали отношения с Израилем в сентябре 2020 года, в СМИ появились обсуждения возможной скорой нормализации между Израилем и Катаром. Машаль бен-Хамад аль-Тани, посол Катара в США, в интервью «Голосу Америки» заявил, что нет преград для подписания договора между двумя странами, однако Катар остаётся верным т. н. арабской мирной инициативе и принципу «два государства для двух народов», имея ввиду создание независимого палестинского государства. Подобное заявление сделала и помощница главы МИД Карата Лолва аль-Хатр — мирный договор с Израилем может быть подписан только после урегулирования палестинского вопроса.
В ноябре 2020 года глава катарского МИД шейх Мухаммад бин Абдель-Рахман аль-Тани заявил, что его страна не может заключить мир с Израилем, так как это «подрывает шансы на создание палестинского государства».

## Сотрудничество в военной сфере
В июне 2022 года в египетском Шарм аш-Шейхе состоялась организованная по инициативе США конференция, на которой представители военных структур Израиля, Саудовской Аравии, Бахрейна, Катара, ОАЭ и США совместно обсудили способы борьбы с иранской угрозой.

## Спортивные соревнования
В октябре 2018 в Дохе пройдёт чемпионат мира по спортивной гимнастике. Депутат Кнессета Константин Развозов («Еш Атид») с помощью созданной группы адвокатов через израильскую федерацию спортивной гимнастики добился того, что представители катарской федерации спортивной гимнастики пообещали не дискриминировать израильских спортсменов и относиться к ним как к любым другим. Это означает, что израильтяне смогут получить въездные визы в Катар, выступать с изображением национального флага, а в случае их победы будет звучать израильский гимн «а-Тиква».
Шесть израильских спортсменов приняли участие в чемпионате мира по спортивной гимнастике, который прошёл в Дохе с 25 октября по 3 ноября 2018 года. Под давлением международной спортивной федерации власти Катара обязались допустить на чемпионат израильскую делегацию и позволить им выступать под своей национальной символикой, флагом, нашивкой с кодом страны (ISR), а в случае их победы будет звучать гимн Израиля.
В марте 2019 года израильский спортсмен Алекс Шатилов завоевал золотую медаль в вольных упражнениях на проходившем в Дохе этапе кубка мира по спортивной гимнастике.
В январе 2021 года на прошедшем в Дохе турнире по дзюдо израильские спортсмены завоевали одну серебряную (Барух Шмаилов) и две бронзовых (Саги Муки и Петер Пальчик) медали. В июне этого же года израильтянин Артем Долгопят стал победителем этапа Кубка мира по спортивной гимнастике, проходившего в Дохе.
В январе 2024 года израильский фехтовальщик Юваль Фрейлих стал победителем Гран-при Катара в Дохе и завоевал право выступить на олимпийских играх в Париже. В феврале израильтянки Шелли Бобрицки и Ариэль Насси вышли в финал в технической программе дуэтов в чемпионате мира по водным видам спорта, который также проводился в Дохе.

## Туризм и авиасообщение
С 21 ноября по 18 декабря 2022 года в Катаре пройдёт финальная часть чемпионата мира по футболу. Более 15 000 израильтян приобрели билеты на мероприятие. С отсутствие дипломатических отношений между странами, израильяне должны были бы добираться до Дохи через третьи страны, однако израильское правительство договорилось об организации прямых рейсов между Тель-Авивом и катарской столицей. Эти рейсы будут осуществляться впервые в истории.
После гибели журналистки катарского телеканала «Аль-Джазира» Ширин Абу Аклэ, власти этой страны заявили, что прямые рейсы между Дохой и Тель-Авивом открыты не будут. Тем не менее, израильтяне, которые приобрели билеты на матчи ЧМ по футболу смогут въезжать в Катар без необходимости оформлять визу заранее.
20 ноября 2022 года из Израиля в Катар (с короткой остановкой на Кипре) вылетел первый в истории коммерческий пассажирский рейс авиакомпании «Tus Air», который доставил израильских болельщиков в Доху на Чемпионат мира по футболу 2022. Кроме того, при посредничестве FIFA было достигнуто соглашение, согласно которому израильским болельщикам для посещения Катара не нужна была въездная виза.